# Óscar Arias Sánchez
Óscar Rafael de Jesús Arias Sánchez (Heredia, Costa Rica 13 de setembre de 1941) és un politòleg, economista i pensador, President de Costa Rica, entre el 1986 i 1990, i entre el 2006 i el 2010. El 1987 fou recompensat amb el Premi Nobel de la Pau, de manera que és el primer Premi Nobel en esdevenir mandatari d'un estat llatinoamericà.

## Biografia
Óscar Arias va néixer a Heredia, Costa Rica, el 13 de setembre de 1941. Va estudiar Dret i Economia a la Universitat de Costa Rica. La seva tesi de graduació per a la llicenciatura d'Econòmiques, "Grupos de Presión en Costa Rica", el va fer guanyador l'any 1971 del Premi Nacional d'Assaig de Costa Rica. Va desenvolupar part dels seus estudis a la Universitat d'Essex, a Anglaterra, rebent el doctorat en Ciències Polítiques per aquesta universitat el 1974.

## Vida política
Mentre cursava els seus estudis a la universitat va ingressar a les files del Partit d'Alliberament Nacional, amb 20 anys va anar escalant posicions polítiques dins el partit fins a arribar a ser assessor del President de Costa Rica, José Figueres Ferrer. Posteriorment va esdevenir Ministre de Planificació Nacional per aquell president i pel posterior, Daniel Oduber Quirós.
El 1978 fou escollit diputat i va promoure diverses reformes a la Constitució de Costa Rica de 1949. El 1981 optà a la Secretaria General del seu partit i el 1985 aconsegueix ser escollit candidat a la Presidència de la República en les eleccions de l'any següent, les quals guanya al seu oponent Rafael Ángel Calderón Fournier.

## Primer Mandat presidencial (1986-1990)
Escollit president de la República, Arias va aplicar polítiques econòmiques destinades a baixar el deute extern del país. Aquest esforços també s'encaminaren a aconseguir la Pau a l'Amèrica Central, marcada per la inestabilitat de les guerrilles.
En aquells moments la inestabilitat política a la zona era provocada per l'enfrontament entre els Estats Units i l'URSS en el marc de la Guerra Freda. En aquells moments hi havia diversos focs oberts, hi havia un enfrontament entre el Govern i la Guerrilla Sandinista a Nicaragua; una cruenta Guerra Civil a Guatemala; i inestabilitat política al Salvador.
Óscar Arias, davant d'aquests fets, va convocar els presidents d'El Salvador, Guatemala, Hondures i Nicaragua amb la intenció d'arribar a un procés de pacificació, reprenent la idea del Grup de Contadora, que havia quedat aturat pel conflicte civil a Panamà.
Aquest procés va veure la llum a Guatemala amb la firma del denominat Pla Arias per a la Pau el 7 d'agost de 1987. Els seus esforços pacificadors a l'Amèrica Central van ser reconeguts internacionalment amb l'atorgació del Premi Nobel de la Pau el 1987, i l'any següent el Premi Príncep d'Astúries de Cooperació Internacional.

## Fundació Arias per la Pau
El contingut econòmic dels Premi Nobel de la Pau va ser destinat, íntegrament, per establir la Fundación Arias para la Paz y el Progreso Humano. Una fundació amb tres programes bàsics:
- El Centre per al Progrés Humà, per promoure la igualtat d'oportunitats per a la dona en tots els sectors de la societat centroamericana.
- El Centre per la Participació Organitzada, per promoure el canvi en l'orientació filantròpica a l'Amèrica Llatina.
- El Centre per la Pau i la Reconciliació, que treballa en favor de la desmilitarització i la resolució de conflictes en els països en vies de desenvolupament.

## Reelecció presidencial (2006-2010)
El 14 de gener de 2005 Arias va aconseguir obtenir el permís per part del Tribunal Constitucional de Costa Rica per poder-se presentar novament a les eleccions a la Presidència de la República de Costa Rica. La victòria fou seva, tot i que per un estret marge de 18.000 vots, el 5 de febrer de 2006.